# Tiếng Phoenicia
Tiếng Phoenicia là một ngôn ngữ ban đầu hiện diện trên một vùng ven Địa Trung Hải gọi là "Canaan" (trong tiếng Phoenicia, tiếng Hebrew Kinh Thánh, tiếng Ả Rập cổ, tiếng Aram), "Phoenicia" (trong tiếng Hy Lạp và tiếng Latinh), hay "Pūt" (trong tiếng Ai Cập). Đây là một thành viên của nhánh Canaan trong nhóm ngôn ngữ Semit Tây Bắc. Những ngôn ngữ Canaan khác là tiếng Hebrew, tiếng Ammon, tiếng Moab, và tiếng Edom.
Khu vựng nơi Phoenicia từng hiện diện gồm Đại Syria, và Tiểu Á (nơi nó chí ít là ngôn ngữ uy tín), những nơi này ngày nay là Liban, duyên hải Syria, duyên hải Bắc Israel, một phần Síp và vùng lân cận thuộc Thổ Nhĩ Kỳ. Nó cũng được mang đến những thuộc địa dọc bờ biển Địa Trung Á, ngày nay nằm trong địa phận Tunisia, Maroc, Libya,Algérie, Malta, tây Sicilia, Sardegna, Corse, quần đảo Baleares, viễn nam Tây Ban Nha.

## Lịch sử
Chữ Phoenicia là bảng chữ cái phụ âm, hay abjad, đầu tiên. Thường thì hệ chữ này được gọi là "chữ Canaan nguyên thủy" từ khi nó được ghi nhận trên chữ khắc mũi tên đồng cho đến giữa thế kỷ XI TCN, mang tên gọi "chữ Phoenicia" từ 1050 TCN về sau.

Những tuyến đường giao thương và thành phố thuộc địa Phoenicia quan trọng nhất.

Theo góc nhìn ngôn ngữ học truyền thống, tiếng Phoenicia nằm trong nhóm ngôn ngữ Canaan. Tuy vậy, do sự khác biệt khó nhỏ giữa các ngôn ngữ, cộng với sự thiếu hụt dữ liệu, việc liệu tiếng Phoenicia là một ngôn ngữ Canaan thống nhất và riêng biệt, hay là nó là một phần của một dãy phương ngữ rộng hơn là chưa rõ. Qua mạng lưới buôn bán trên biển, người Phoenicia lan truyền chữ viết của họ ra Tây Bắc Phi và Nam Âu, nơi nó được người Hy Lạp tiếp nhận. Sau đó, người Etrusca tiếp nhận một thứ chữ biến thể mà rồi lại được người La Mã sửa đổi để thành chữ Latinh.
Tại thuộc địa Carthage, một hậu duệ của tiếng Phoenicia là tiếng Puni hình thành, phát triển. Tiếng Puni rồi cũng mất đi, dù vẫn là ngôn ngữ nói cho đến tận thế kỷ V.